# Sociedad General de Tranvías
La Sociedad General de Tranvías fue creada en 1891 en Valencia con la finalidad de explotar diversas líneas tranviarias de la ciudad. 
Ejerció una fuerte competencia a la Sociedad Valenciana de Tranvías duplicando algunas de las líneas de esta compañía, como la que unía El Grao con el centro de la ciudad, siendo servida por tracción animal por la SVT y por tracción eléctrica por la SGT.
Fue adquirida en 1898 por la recién creada Compagnie Générale des Tramways de Valence (Espagne) Société Lyonnaise.